# Norrgölen (Ulrika socken, Östergötland, 644004-148096)
Norrgölen är en sjö i Linköpings kommun i Östergötland och ingår i Motala ströms huvudavrinningsområde.